# Alfabeto samaritano
Alfabeto samaritano é o termo pelo qual se designa o abjad usado pelos samaritanos, para escrever seus textos sacros, como o Pentateuco samaritano, e para escrever em hebraico samaritano, aramaico samaritano ou árabe. É uma forma de escrita derivada desde a escrita paleo-hebraica, que é descendente do alfabeto fenício.